# Masolino da Panicale

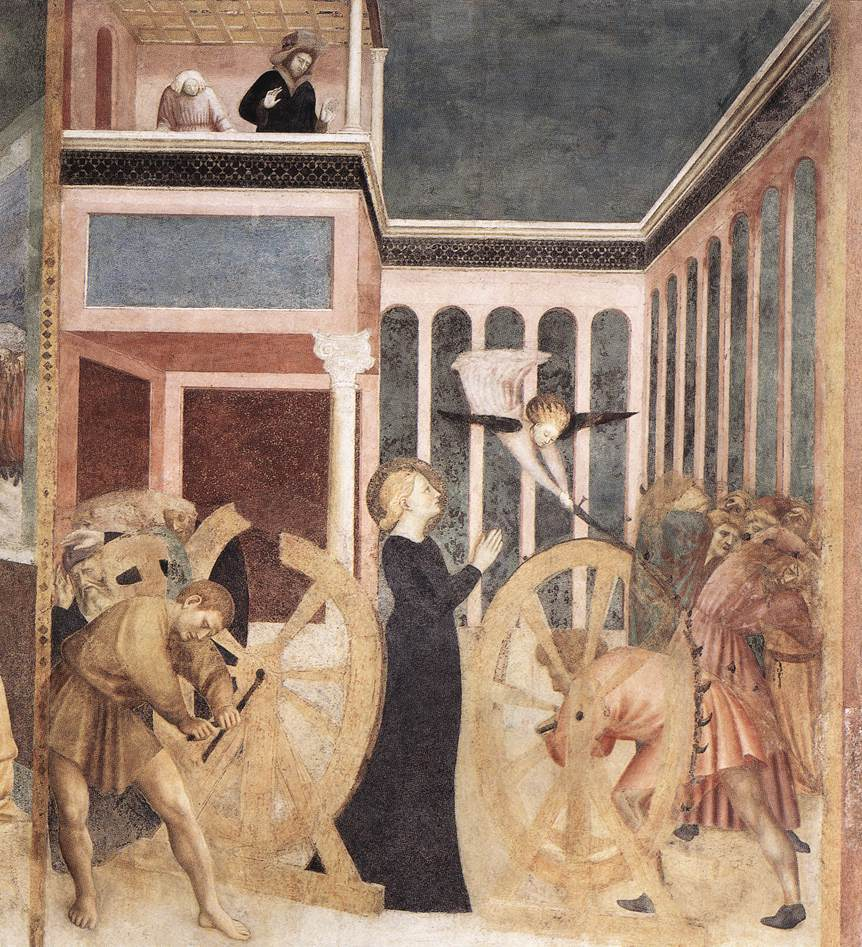
Martiri de santa Caterina (1428–1431), església de Sant Climent, Roma

Masolino da Panicale, nat Tommaso di Cristoforo Fini (Panicale, 1383 – San Giovanni Valdano, 1440), va ser un pintor italià. Se'l considera un dels iniciadors del Renaixement.

## Biografia
Tommaso di Cristoforo Fini va nàixer a la localitat de Panicale de Valdarno (Umbria), l'any 1383. No se sap massa dels seus orígens; segons el Vasari, inicialment es va dedicar a l'escultura, i fou deixeble de Gherardo Starnina i col·laborador de Lorenzo Ghiberti. Al voltant de 1402, va començar la seua dedicació a la pintura, amb un primers treballs que encara se situen dins de l'estil gòtic internacional, tot i que durant aquest període va fer estudis de perspectiva. La primera de les seues obres pictòriques conegudes està datada l'any 1423, època en la qual s'havia traslladat a Florència. En aquesta ciutat, va col·laborar amb Masaccio en l'elaboració de diversos frescos de la capella Brancacci a l'església de Santa Maria del Carmine. El 1427, va viatjar a Hongria cridat pel rei Segimon, i el 1428 va viatjar a Roma, on va tornar a treballar en col·laboració amb Masaccio fins almenys l'any 1431, en la realització dels frescos de l'església de Santa Maria Maggiore, de la capella de Santa Caterina, a l'església de Sant Climent i del políptic de la Mare de Déu de les Neus. Cap al 1435, es trobava a Castiglione Olona, província de Como, Llombardia, on va fer els frescos del Carmine, ajudat per Vecchietta.

## Crítica
Segons alguns autors, el Masolino va tenir una dependència estilística respecte a Masaccio, que era el seu jove ajudant. L'obra del Masolino destaca dins del'humanisme dramàtic i coherent del gòtic tardà, i se situa entre l'estil gòtic internacional —de caràcter naturalista— (vegeu: Ars Nova) i el ple Renaixement italià. De vegades desprèn un intens lirisme, com pot observar-se en els frescos del Carmine i de Castiglione Olona, en els quals s'hi barregen les rigoroses perspectives geomètriques, amb valor decoratiu, i elegants i delicades figures, així com amplis volums, atorgant tot plegat a la composició un caràcter rítmic que sembla aïllar-la del temps.

## Obres
- Mare de Déu de la humilitat (1423, Kunsthalle de Bremen).
- Políptic de la Mare de Déu de les neus per a la basílica de Santa Maria Maggiore (1428, actualment repartit entre el Museu de Capodimonte, la National Gallery de Londres i el Museu d'Art de Filadèlfia).
- Frescos de la col·legiata (1425) i baptisteri (1435) de Castiglione Olona.
- Sant'Anna Metterza (1424-1425, Galleria degli Uffizi, Florència.
- Pala de l'anunciació (1425/1430) per a la capella Guardini a l'església de Sant Niccolò Oltrarno, Florència.
- Vida de sant Pere i escenes del Gènesi (frescos realitzats amb Masaccio en la capella Brancacci, Florència).
- La Mare de Déu i l'infant amb santa Anna (1429, pintat per a l'església de Sant'Ambrogio, Florència).
- El papa Gregori Magne? i sant Martí (circa 1425).
- Part del tríptic de la basílica de Santa Maria Maggiore (Roma).